# ۱۳۰۶ (خورشیدی)
۱۳۰۶ هزار و سیصد و ششمین سال هجری خورشیدی سالی عادی است.

## رویدادها
- اردیبهشت - اعلام لغو کاپیتولاسیون در ایران توسط وزارت امور خارجه ایران
- ۱۴ اردیبهشت - تصویب قانون تأسیس بانک ملی ایران در مجلس شورای ملی
- ۱۶ خرداد - کناره‌گیری حسن مستوفی (مستوفی‌الممالک) از نخست‌وزیری و انتخاب مهدیقلی هدایت (مخبرالسلطنه) به جای وی
- ۱۶ شهریور - تصویب «قانون ورزش اجباری در مدارس»
- ۲۳ مهر - آغاز عملیات ساخت راه‌آهن سراسری ایران
- تأسیس بندر شاه (بندر ترکمن کنونی)
- شروع به کار کافه نادری در تهران
- کناره‌گیری کمال‌الملک از کلیه مناسب خود و ترک تهران [نیازمند منبع]
- شروع به کار دبیرستان ایرانشهر، نخستین دبیرستان یزد

## زادروزها
- ۱ اردیبهشت - محمدیوسف طاهری، سیاستمدار
- ۳ اردیبهشت - محمد اعظم عبیدی، نویسنده افغانی (درگذشت ۱۳۸۷)
- ۵ اردیبهشت -  حسن علی اکبر خانه، کاشی‌کار (درگذشت ۱۳۸۹)
- ۲۲ خرداد - اصغر بیچاره، عکاس و سینماگر  (درگذشت ۱۳۹۵)
- ۲۶ خرداد - توران میرهادی،استاد ادبیات کودکان و نویسنده (درگذشت ۱۳۹۵)
- ۲۸ تیر - سیمین بهبهانی، نویسنده و شاعر ایرانی  (درگذشت ۱۳۹۳)
- ۲۹ تیر - غلامرضا حسنی، روحانی شیعه و سیاستمدار ایرانی (درگذشت ۱۳۹۷)
- ۱۲ مرداد - علی قدوسی، سیاستمدار ایرانی (درگذشت ۱۳۶۰)
- ۲۰ مرداد - ایرن، بازیگر ایرانی (درگذشت ۱۳۹۱)
- ۱۴ شهریور - احمد مهدوی دامغانی، نویسنده و پژوهشگر ایرانی (درگذشت ۱۴۰۱)
- ۱ مهر - علی نظمی تبریزی، شاعر ایرانی (درگذشت ۱۴۰۲)
- ۷ مهر - حسین دهلوی، آهنگساز ایرانی ( درگذشت  ۱۳۹۸ )
- ۱۲ مهر - محمدجواد شرافت، سیاستمدار ایرانی (درگذشت ۱۳۶۰)
- ۲۱ مهر - نورعلی تابنده، سیاستمدار ایرانی و قطب سلسله دراویش نعمت‌الهی (درگذشت ۱۳۹۸)
- ۳۰ آبان - بیژن جلالی، شاعر ایرانی (درگذشت ۱۳۷۸)
- ۱۵ آذر - منوچهر بهزادی، فعال سیاسی ایرانی از اعضای حزب توده ایران (درگذشت ۱۳۶۷)
- ۴ دی - داریوش رفیعی، خواننده ایرانی (درگذشت ۱۳۳۷)
- ۱۰ دی - محمدرضا عاملی تهرانی، سیاستمدار ایرانی (درگذشت ۱۳۵۸)
- ۲۲ دی - علی‌اکبر معین‌فر، سیاستمدار
- ۱ بهمن - حسن احمدی گیوی، نویسنده، پژوهشگر و ادیب ایرانی (درگذشت ۱۳۹۱)
- ۲ بهمن - غلام‌حسین یوسفی، نویسنده، مترجم و استاد ادبیات فارسی (درگذشت ۱۳۶۹)
- ۱۰ بهمن - اسماعیل شاهرودی، شاعر (درگذشت ۱۳۶۰)
- ۲۱ بهمن - منوچهر خسروداد، نظامی (درگذشت ۱۳۵۷)
- ۶ اسفند - هوشنگ ابتهاج، شاعر و موسیقی‌پژوه (درگذشت ۱۴۰۱)
- ۹ اسفند - سید موسی شبیری زنجانی، مجتهد
- ۱۲ اسفند - شرف‌الدین خراسانی،  پژوهشگر ایرانی فلسفه یونانی (درگذشت ۱۳۸۳)

- تاریخ نامشخص
- فرید خزعل، نظامی ایرانی (درگذشت ۱۳۵۴)
- غلامرضا نیک‌پی، شهردار تهران (درگذشت ۱۳۵۸)
- جلال سجاده‌ای، رئیس کمیته مشترک ضد خرابکاری رژیم پهلوی (درگذشت ۱۳۶۰)
- حسن لاهوتی اشکوری، سیاستمدار ایرانی (درگذشت ۱۳۶۰)
- محمود کریمی، استاد ردیف آوازی موسیقی ایرانی (درگذشت ۱۳۶۳)
- حسین خدیو جم، نویسنده، مترجم و محقق غزالی‌پژوه ایرانی (درگذشت ۱۳۶۵)
- عباس کسایی، سینماگر ایرانی (درگذشت ۱۳۶۶)
- عبدالرحمن برومند، فعال سیاسی ایرانی (درگذشت ۱۳۷۰)
- مهدی میثاقیه، تهیه‌کننده ایرانی سینما (درگذشت ۱۳۷۰)
- ابوالحسن دادور، سیاستمدار ایرانی (درگذشت ۱۳۷۱)
- عباس سعیدی رضوانی، جغرافیدان ایرانی (درگذشت ۱۳۷۱)
- عباس مهرپویا، خواننده و نوازنده ایرانی (درگذشت ۱۳۷۱)
- عبدالله فاطمی، شاعر و ترانه‌سرای ایرانی (درگذشت ۱۳۷۳)
- مهدی امیرقاسم خانی، سینماگر ایرانی (درگذشت ۱۳۷۴)
- عبدالله فرادی، خوشنویس ایرانی (درگذشت ۱۳۷۵)
- محمدتقی مسعودیه، موسیقی‌دان و آهنگساز ایرانی (درگذشت ۱۳۷۷)
- غلامحسین بهمنیار، بازیگر ایرانی (درگذشت ۱۳۷۹)
- غلامحسین آهنی، فلسفه‌دان و ادیب ایرانی (درگذشت ۱۳۸۰)
- هوشنگ گرمان، نویسنده، مترجم، فیزیکدان و اخترشناس ایرانی (درگذشت ۱۳۸۱)
- کاظم مدیر شانه‌چی، فقیه و پژوهشگر دینی (درگذشت ۱۳۸۱)
- اسماعیل دولتشاهی، نویسنده، مترجم و روزنامه‌نگار ایرانی (درگذشت ۱۳۸۲)
- منوچهر کی‌مرام، فیلم‌نامه‌نویس ایرانی (درگذشت ۱۳۸۲)
- بهزاد بهزادی، محقق، نویسنده، مترجم و پژوهشگر زبان ترکی آذربایجانی (درگذشت ۱۳۸۶)
- علی‌محمد کاردان، روان‌شناس ایرانی (درگذشت ۱۳۸۶)
- مهری مهرنیا، بازیگر ایرانی (درگذشت ۱۳۸۷)
- محمود شاهرخی، شاعر ایرانی (درگذشت ۱۳۸۸)
- مهدی قاضی، روحانی ایرانی (درگذشت ۱۳۸۸)
- محسن پزشکپور، سیاستمدار ایرانی (درگذشت ۱۳۸۹)
- پروین‌دخت یزدانیان، بازیگر ایرانی (درگذشت ۱۳۹۱)
- عبدالمحمد هماهنگ، خوانندهٔ افغانی (درگذشت ۱۳۹۱)
- همایون نوراحمر، مترجم و گویندهٔ ایرانی رادیو (درگذشت ۱۳۹۲)
- جواد درفشی جوان، تنیسور ایرانی (درگذشت ۱۳۹۲)
- عبدالحسین حائری، کتاب‌شناس، فهرست‌نگار و نسخه‌پژوه ایرانی (درگذشت ۱۳۹۴)
- ایرج پزشکزاد، حقوقدان، سیاست‌مدار و نویسنده ایرانی (درگذشت ۱۴۰۰)
- حسین اشراق، بازیگر ایرانی
- حسن اکبرزاده، پژوهشگر و ریاضیدان ایرانی (درگذشت ۱۳۹۹)
- یحیی انصاری شیرازی، مجتهد ایرانی (درگذشت ۱۳۹۳)
- ابوالقاسم اخوتیان، سیاستمدار ایرانی (درگذشت ۱۳۹۳)
- سرگون بیت‌اوشانا، سیاستمدار ایرانی
- علی‌محمد ایزدی، سیاستمدار ایرانی (درگذشت ۱۴۰۰)
- حسین راستی کاشانی، روحانی و سیاستمدار ایرانی (درگذشت ۱۳۹۶)
- مهدی رئیس فیروز، سینماگر ایرانی (درگذشت ۱۳۹۷)
- نعمت‌الله رفیعی، سینماگر ایرانی
- ناصر کوره‌چیان، بازیگر ایرانی (درگذشت ۱۳۵۴)
- مصطفی الموتی، فعال سیاسی و مطبوعاتی ایرانی
- فتح‌الله مجتبایی، نویسنده و مترجم ایرانی

## درگذشت‌ها
- ۱۰ آبان - عبدالمجید عین‌الدوله، صدراعظم مظفرالدین‌شاه (زاده ۱۲۲۴)
- ۴ دی - ابوالقاسم ناصرالملک، سیاستمدار ایرانی (زاده ۱۲۴۵)
- ۲۴ بهمن - محمود پولادین، نظامی ایرانی (زاده ۱۲۶۴)
- شیخ حسن حسام‌الاسلام دانش سیاستمدار ایرانی (زاده ۱۲۵۶ قمری)
- نورالله نجفی اصفهانی، مرجع تقلید ایرانی و طرفدار مشروطه (زاده ۱۲۳۸)